# Gian Slagter
Gian Slagter (Den Haag, 27 juni 1991) is een Nederlands professioneel basketballer die speelt voor BC Apollo uit Amsterdam in de Dutch Basketball League. Slagter speelt voornamelijk als point guard of shooting guard en is de jongere broer van Arvin Slagter.

## Carrière
Nadat Slagter in het seizoen 2009-2010 bij het onder-20 team van ABC Amsterdam had gespeeld, werd hij in 2010 professioneel basketballer door te tekenen bij Rotterdam Basketbal College. Hier speelde hij vervolgens drie jaar, vervolgens tekende hij in de zomer van 2013 bij BC Apollo uit Amsterdam.